# Пинтан
Пинта́н (кит. упр. 平塘, пиньинь Píngtáng) — уезд Цяньнань-Буи-Мяоского автономного округа провинции Гуйчжоу (КНР).

## История
После Синьхайской революции в 1913 году были созданы уезда Пинчжоу (平舟县) и Датан (大塘县). В 1941 году они были объединены в уезд Пинтан.
После вхождения этих мест в состав КНР в 1950 году был создан Специальный район Душань (独山专区), и уезд вошёл в его состав. В 1952 году власти специального района переехали из уезда Душань в уезд Дуюнь, и Специальный район Душань был переименован в Специальный район Дуюнь (都匀专区). 
8 августа 1956 года Специальный район Дуюнь был расформирован, и был создан Цяньнань-Буи-Мяоский автономный округ; уезд вошёл в состав автономного округа. В 1958 году уезд был расформирован, а его земли разделены между уездами Лодянь и Душань, но в 1961 году уезд был воссоздан.

## Административное деление
Уезд делится на 1 уличный комитет, 9 посёлков и 1 национальную волость.

## Экономика
В деревне Кэду построен астрономический городок научно-популярной тематики, привлекающий многочисленных туристов. В его состав входят планетарий, аттракционы, отели и сувенирные магазины.

## Транспорт
Важное значение имеет мост Пинтан; его общая протяженность достигает 2135 метров, высота главной башни составляет 332 метра. По состоянию на 2023 год он являлся самым высоким вантовым мостом в мире с тремя пилонными опорами. Мост Пинтан привлекает многочисленных туристов.

## Наука
В уезде расположен крупнейший китайский радиотелескоп FAST («Небесный глаз Китая»).